# Amours de vacances (téléfilm)
Pour les articles homonymes, voir Amours de vacances.
Amours de vacances (Frank) est un téléfilm américain réalisé par Doublas Cheney, diffusé en 2007.

## Fiche technique
- Titre original : Frank
- Réalisation : Douglas Cheney
- Scénario : Robin Bradford
- Photographie : Paul Mayne
- Musique : Massimiliano Frani
- Pays : États-Unis
- Durée : 98 min

## Distribution
- Greg Amici : Gianni Antonino
- Cynthia Watros : Jennifer
- Brian Burnett : Sean
- Alayna Caryl : Daniela
- Ashton Dierks : Patrick York
- Jon Gries : Colin York
- Patrick Hamilton : Max Maher
- Mikaela Hoover : Heather
- Daniela Melgoza : Elke Winters
- Garrett Morris : Billy Hamilton
- Tom Olson : Max
- Michael Richard O'Rourke : Brad Cooper
- Brittany Robertson : Anna York